# そばっかす!
『そばっかす!』は、きくち正太による日本の柔道漫画作品。『週刊少年チャンピオン』（秋田書店）にて、1994年22･23合併号から1996年22･23合併号まで連載された。きくちの代表作のひとつ。「柔道一直線の女の子」が描かれている作品である。

## 登場人物

### 桜ヶ丘学園高校
日乃本一（ひのもと はじめ）
主人公。
茂吉美奈子（しげよし みなこ）

詩仙院麗美（しせんいん れいみ）

青柳ゆりね（あおやぎ ゆりね）

小宮香（こみや かおり）

丸山トシ子（まるやま トシこ）

和嶋静（かずしま しずか）

原めぐみ（はら めぐみ）

越前千絵子（えちぜん ちえこ）

水谷公平（みずたに こうへい）
顧問。
山崎甲子 (やまざき きねこ)
茂吉美奈子の祖母。戦前の女三四郎。六段。

### 日乃本家
日乃本虎男（ひのもと とらお）

日乃本千華子（ひのもと ちかこ）

日乃本瞳（ひのもと ひとみ）

### 滝ノ沢高校
三浦（みうら）
重量級県下No.1。春の高校選手権全国ベスト4。
太公地（たいこうち）

滝ノ沢高校監督

### 日向高校
ナナ=バスコンセロス

橋毛ともみ（はしげ ともみ）
主将。
国分（こくぶ）
日向高校監督。

### 富国山高校
中野真紀（なかの まき）

竹本（たけもと）
主将。
富国山高校監督

### 東洋台高校
堺優美（さかい ゆみ）

沢尻（さわじり）

岡山（おかやま）

### 寺内商業高校
成田（なりた）

### 神向高校
加川（かがわ）

### 太平山高校
藤田（ふじた）

### 西浦商業高校
下落合（しもおちあい）

西浦商業監督
桜ヶ丘学園監督の水谷公平と同姓同名。

### 埼玉光
戸塚直子（とつか なおこ）

### 柳沢高校
永野教子（ながの のりこ）

### 秋田法経大付属
赤川（あかがわ）

### その他の人物
堺優美の父

保 (たもつ)
ラーメン屋・ピース軒、及び同経営のボクシングジム・ピース拳ジムの一人息子。
御隠居

吉岡（よしおか）

## 復刊
2006年、FOX出版より単行本が復刊された。FOX出版版の第1巻には単行本未収録であった「数寄屋橋天使の詩」が併録。第5巻には『ダキニの九魔』に未収録の読み切り「お願い九魔」2話が併録。第7巻には名医を題材とした「B.J」と「日本全国釣り行脚」が併録されている。

## 書誌情報
- きくち正太『そばっかす! 』 秋田書店〈少年チャンピオン・コミックス〉、全11巻
  1. 1994年9月1日発売、ISBN 4-253-05479-X
  2. 1994年11月2日発売、ISBN 4-253-05480-3
  3. 1995年1月13日発売、ISBN 4-253-05481-1
  4. 1995年5月12日発売、ISBN 4-253-05482-X
  5. 1995年7月6日発売、ISBN 4-253-05483-8
  6. 1995年9月8日発売、ISBN 4-253-05484-6
  7. 1995年11月1日発売、ISBN 4-253-05485-4
  8. 1996年1月29日発売、ISBN 4-253-05486-2
  9. 1996年3月15日発売、ISBN 4-253-05487-0
  10. 1996年5月17日発売、ISBN 4-253-05488-9
  11. 1996年7月11日発売、ISBN 4-253-05489-7
- きくち正太『そばっかす! 』 FOX出版〈FOX TIGER COMICS〉、全7巻
  1. 2006年1月30日発売[4]、ISBN 4925148966
  2. 2006年1月30日発売[3]、ISBN 4925148974
  3. 2006年2月26日発売[7]、ISBN 4903421015
  4. 2006年3月25日発売[8]、ISBN 4903421058
  5. 2006年4月25日発売[5]、ISBN 4903421074
  6. 2006年5月25日発売[9]、ISBN 4903421090
  7. 2006年6月26日発売[6]、ISBN 4903421112